# Lepeophtheirus parvicruris
Lepeophtheirus parvicruris är en kräftdjursart som beskrevs av John Fraser 1920. Lepeophtheirus parvicruris ingår i släktet Lepeophtheirus och familjen Caligidae. Inga underarter finns listade i Catalogue of Life.